# Trachyderma
Trachyderma är ett släkte av svampar. Trachyderma ingår i familjen Ganodermataceae, ordningen Polyporales, klassen Agaricomycetes, divisionen basidiesvampar och riket svampar.
|             | Ganoderma                              |
|             |                                        |
|             | Amauroderma                            |
|             |                                        |
| Trachyderma | \| \| Trachyderma tsunodae \| \| \| \| |
|             | \| \| Trachyderma tsunodae \| \| \| \| |
|             | Haddowia                               |
|             |                                        |
|             | Humphreya                              |
|             |                                        |
|             | Trachyderma tsunodae                   |
|             |                                        |

|  | Trachyderma tsunodae |
|  |                      |